# American Splendor (bande dessinée)
Pour les articles homonymes, voir American Splendor.
American Splendor est une série de bande dessinée américaine créée et scénarisée par Harvey Pekar et dessinée par divers auteurs, parmi lesquels Robert Crumb. De genre autobiographique, la première histoire est parue en 1976 et la plus récente en 2008.
Cette bande dessinée a été adaptée au cinéma sous le même titre en 2003.

## Commentaire
De parution irrégulière, la bande dessinée autobiographique dépeint la vie d'un homme ordinaire vivant à Cleveland, à la fois aigri et dépressif.
William Grimes, dans le New York Times, compare son style à celui du romancier Henry Miller. Pekar décrit sa vie, allant de problèmes d'argent aux problèmes de santé, en passant par ses relations avec les collègues de travail.
Ne dessinant pas, Pekar s'associe à plusieurs dessinateurs dont Robert Crumb, Gary Dumm, Greg Budgett et Mark Zingarelli.

## Parutions en français
- Un jour comme les autres (Panini Comics, 2007)
- American Splendor : Anthologie volumes 1 à 3 (çà et là, 2009 à 2011)
- Harv & Bob (Cornélius, 2010)